# Maílson da Nóbrega
Maílson Ferreira da Nóbrega (Cruz do Espírito Santo, 14 de maio de 1942) é um economista brasileiro. Foi Ministro da Fazenda no Governo José Sarney, durante o período de hiperinflação do fim dos anos 1980.

## Vida profissional
Funcionário do Banco do Brasil desde 1963, Nóbrega formou-se em economia em 1974, pela Faculdade de Ciências Econômicas Contábeis e de Administração do Distrito Federal (CEUB). Em fins dos anos 1970, começou a fazer carreira no Ministério da Fazenda, tendo assumido várias postos proeminentes até ser nomeado ministro da Fazenda em 6 de janeiro de 1988, após a renúncia de Luiz Carlos Bresser Pereira.

### No Ministério da Fazenda
Ao assumir, Nóbrega afirmou que não descuidaria "em nenhum momento, do controle da inflação", que não haveria nenhum pacote econômico ou "medidas heroicas", e que tentaria renegociar a dívida externa brasileira com os credores internacionais em condições tão favoráveis quanto às obtidas pelo México. Rapidamente, contudo, tornou-se claro que não seria capaz de cumprir nenhuma destas promessas. Já em 2 de fevereiro de 1988, o então senador Fernando Henrique Cardoso questionava no Congresso Nacional a retomada dos pagamentos da dívida externa (após a moratória de 1987) sem que houvesse um acordo definitivo firmado com os credores. Finalmente, em 23 de agosto de 1988 o Brasil fechou um acordo com o FMI pelo qual teria à disposição US$ 1,4 bilhão (do qual recebeu efetivamente US$ 477 milhões).
Nóbrega havia declarado que faria uma política econômica "feijão com arroz", sem "soluções miraculosas", realizando somente ajustes pontuais para evitar uma hiperinflação. Todavia, o ano de 1987 que havia terminado com uma inflação acumulada em 415,87%, foi amplamente superado pelo índice de 1 037,53% ao final de 1988. Tornou-se claro que, mais uma vez, o governo Sarney teria que lançar mão de outro "pacote econômico heterodoxo". Este efetivamente surgiu em 15 de janeiro de 1989 e recebeu o nome de "Plano Verão".

#### O Plano Verão
O pacote econômico conhecido como "Plano Verão" foi o quarto e último do governo Sarney, e tinha como objetivo principal controlar a escalada inflacionária num ano eleitoral. Para isso, foi criada uma nova moeda, o cruzado novo (que valia 1 000 cruzados velhos), houve uma desvalorização de 14% da moeda nacional perante o dólar, e preços e salários foram congelados. Como os seus antecessores, o Plano Verão revelou-se um quase completo fracasso. Maílson da Nóbrega admite que seus objetivos não foram atingidos, mas que outras medidas que deveriam ter sido adotadas para que o plano obtivesse êxito, não foram aprovadas pelo Congresso brasileiro. Entre elas, a demissão de funcionários públicos sem estabilidade, extinção de órgãos públicos e um amplo programa de privatizações. Estas medidas foram posteriormente adotadas nos governos neoliberais de Fernando Collor de Mello e Fernando Henrique Cardoso, embora não tenham se revelado particularmente eficazes na redução do déficit público.
Além de sua inocuidade como instrumento de controle da inflação, alega-se que o Plano Verão e similares (Plano Bresser de 1987 e os Planos Collor 1, de 1990, e Collor 2, de 1991), teriam causado prejuízos às pessoas que na época possuíam cadernetas de poupança, pois os índices de correção monetária foram alterados. No caso do Plano Verão, as perdas foram estimadas em cerca de 20,37% sobre os rendimentos em fevereiro de 1989. Todavia, a Confederação Nacional do Sistema Financeiro brasileiro não somente contesta a ideia de que os poupadores teriam sido prejudicados, como afirma que as instituições financeiras não se apropriaram do dinheiro expurgado das contas dos clientes, já que qualquer excesso de liquidez é recolhido compulsoriamente ao Banco Central. Em 2013, o Supremo Tribunal Federal (STF) começou a avaliar o caso, para definir se houve prejuízos - e quem pagará por eles.

### Consultorias
O ano de 1989 veria a hiperinflação atingir a marca histórica de 1.782,85%. Em março de 1990, o presidente eleito, Fernando Collor de Mello, deu posse à nova ministra da Fazenda, Zélia Cardoso de Mello. Logo após a posse, Maílson da Nóbrega mudou-se para São Paulo onde começaria quase imediatamente a trabalhar como consultor financeiro (não havia um período de "quarentena" para autoridades recém-saídas de cargos ministeriais). Com um de seus ex-subordinados, Cláudio Adilson Gonçalez, e Celso Luiz Martone, montou a MCM Consultores Associados, da qual faria parte até 1995.
Em 1997, Maílson da Nóbrega começaria a estruturar a Tendências Consultoria Integrada, juntamente com Nathan Blanche e Gustavo (Jorge Laboissière) Loyola, ex-presidente do Banco Central (e ex-sócio da MCM). A expertise de ambos na área pública fez com que a Tendências (ao lado da MCM) se tornasse uma das principais consultorias econômicas brasileiras, tendo como clientes grandes "players" do mercado financeiro e instituições que movimentavam aplicações especulativas de alto risco, conhecidas informalmente como "fundos tarja preta". Em janeiro de 1999, baseados nos relatórios do MCM e do Tendências, que previam uma desvalorização do real apenas em fevereiro, os "tarja preta" Marka e FonteCindam foram à bancarrota - mesmo tendo recebido um polpudo pacote de ajuda do Banco Central, presidido por Francisco (Lafaiete de Pádua) Lopes. Naquele que se transformaria num dos grandes escândalos financeiros do governo Fernando Henrique Cardoso, evidenciou-se que a simples presença de ex-autoridades financeiras numa consultoria não era garantia de lucro certo.
Todavia, o caso Marka/FonteCindam não arranhou o prestígio de Maílson da Nóbrega ou de sua consultoria. Articulista da "Folha de S. Paulo" desde 1998, em 2000 ele se mudaria para o "Estado de S. Paulo", e a partir de 2005 começaria a escrever quinzenalmente para a revista semanal "Veja". Em 2012, além de continuar a ser sócio da Tendências e um dos palestrantes mais requisitados no Brasil (cerca de 90 apresentações por ano, quase sempre sobre análise da conjuntura político-econômica), Maílson da Nóbrega era ainda membro do conselho de administração de sete empresas no Brasil e no exterior (entre elas, Grendene, TIM, Rodobens e Cosan).

## Filmes e série de TV
Em 2013 o documentário "O Brasil Deu Certo. E Agora?" foi lançado nos cinemas de oito cidades brasileiras, permanecendo em cartaz por onze semanas ao todo. Em 2014 foi lançado no Netflix. Idealizado por Maílson da Nóbrega e escrito e dirigido por Louise Sottomaior, o filme aborda a conquista da estabilidade política e econômica no Brasil e os desafios ao crescimento do país. Com depoimentos de três ex-presidentes da república (Sarney, Collor e FHC), sete ex-presidentes do Banco Central e 13 ex-ministros de Estado, não contou com as presenças do ex-presidente Lula, da então presidente, Dilma Rousseff, e dos ex-ministros da Fazenda Antônio Palocci e Guido Mantega. Segundo Maílson, todos foram convidados, mas preferiram não participar. Curiosamente, o documentário foi lançado um ano antes do início da crise econômica brasileira de 2014.

## Controvérsias

### Nóbrega e o "Cidadão Kane"
Em sua autobiografia, "Além do Feijão com Arroz", Maílson da Nóbrega confirma que sua efetivação no cargo de ministro da Fazenda teve o aval do poderoso empresário das telecomunicações Roberto Marinho (o qual, segundo Nóbrega, lembraria William Randolph Hearst, ou, mais precisamente, o "Cidadão Kane"). O presidente Sarney orientou Nóbrega a conversar primeiro com o "Dr. Roberto" no escritório deste, em Brasília. A conversa, que Nóbrega descreve como uma "sabatina", ocorreu na tarde de 5 de janeiro de 1988. Marinho aparentemente ficou satisfeito com o que ouviu, pois ao voltar ao ministério, por volta das 18h (10 minutos após ter deixado o escritório da Rede Globo), Nóbrega foi cumprimentado pela secretária, que acabara de ouvir no plantão do Jornal Nacional a confirmação da efetivação dele como ministro da Fazenda. Em seguida, recebeu um telefonema de Sarney, convocando-o ao Palácio do Planalto para tomar posse do cargo.
Depois da posse, Nóbrega e o "Cidadão Kane" encontraram-se para um almoço, desta vez no Rio de Janeiro, na sede da TV Globo. Marinho teria confidenciado a Nóbrega que indicara dois outros ministros de Sarney: Antônio Carlos Magalhães, das Comunicações, e Leônidas Pires, do Exército. Segundo Nóbrega, "não sei se era verdade, nem se ele exibia que era poderoso".
Embora houvesse começado de forma cordial, a relação entre Nóbrega e Marinho azedaria nos meses seguintes. O primeiro problema foi o cancelamento de um programa governamental de incentivo às exportações, no qual Roberto Marinho pretendia vender um bilhão de dólares em casas pré-fabricadas. O programa foi cancelado, mas o interesse de Marinho acabou sendo divulgado pelo "Jornal do Brasil", principal concorrente de "O Globo" (jornal dos Marinho) no Rio de Janeiro. Irritado, Roberto Marinho pressionou o presidente Sarney para que Nóbrega desmentisse a informação. Mesmo após Nóbrega ter se recusado a dar um desmentido formal, Marinho fez divulgar no principal noticioso da TV Globo, o Jornal Nacional, que o desmentido havia sido dado.
Com a escalada da hiperinflação, aumentou a pressão contra Nóbrega. Ele descobriu-se "demitido" pelo jornal "O Globo" na manhã de 4 de agosto de 1989 ("Inflação derruba Maílson", dizia a manchete), e no dia seguinte o jornal afirmava que o presidente Sarney escolheria um novo coordenador para a economia. Não aconteceu nem uma coisa nem outra, e Nóbrega manteve-se ministro até 18 de março de 1990, quando Zélia Cardoso de Mello assumiu o ministério da Fazenda. Segundo a revista "Veja" em sua edição 1091 (9 de agosto de 1989), a ação para precipitar a queda de Nóbrega foi organizada em Brasília pelo empresário e lobista Jorge Serpa, homem de confiança de Roberto Marinho. Serpa foi o mesmo que em 1988 havia tentado - sem sucesso - intermediar o negócio de um bilhão de dólares em casas pré-fabricadas proposto pelo Dr. Roberto.

### Nóbrega vs ISTOÉ
Em 28 de abril de 1999, com o escândalo Marka/FonteCindam na berlinda, a revista semanal "ISTOÉ" publicou um editorial ("Moralização Já") onde criticava as relações "promíscuas" entre o mercado financeiro e o poder público, evidenciado pelo fato de que autoridades monetárias passavam a trabalhar como consultores imediatamente após deixar o governo - ou vice-versa - e cita especificamente Maílson da Nóbrega como exemplo. Em consequência, com base na Lei de Imprensa, Nóbrega entrou com uma ação contra o semanário, pedindo explicações sobre as ilações feitas no editorial.
As explicações foram dadas na edição 1554 da revista, em 14 de julho de 1999. Nelas, o editor da "ISTOÉ", Domingo Cecilio Alzugaray, esclarece que tanto Maílson da Nóbrega quanto seu sócio Gustavo Loyola ressaltavam a expertise em órgãos públicos nos próprios currículos, mas que não havia nisso qualquer insinuação de que tivessem repassado informações privilegiadas aos bancos citados - tanto assim que eles foram à bancarrota.

## Vida pessoal
É casado com Rosa Dalcin e tem cinco filhos.

## Obras publicadas
- 2010 - Maílson da Nóbrega, Louise Sottomaior e Josué Leonel. Além do feijão com arroz (autobiografia). Editora Civilização Brasileira.
- 2005 - Maílson da Nóbrega – O futuro chegou: instituições e desenvolvimento no Brasil. Editora Globo.
- 2000 - Maílson da Nóbrega – O Brasil em Transformação. Editora Infinito